# أكاذيب أخبرني بها معلمي (كتاب)
أكاذيب أخبرني بها معلمي هو كتاب نقدي تاريخي فلسفي ألفه جايمس لوين (بالإنجليزية: James Loewen)‏ ونشر عام 1995 م. اسمه الكامل هو: «أكاذيب أخبرني بها معلمي: كل ما أخطئت به كتب تاريخ أمريكا» (بالإنجليزية: Lies My Teacher Told Me: Everything Your American History Textbook Got Wrong)‏. يقوم الكتاب بتمحيص محتويات ثمانية عشر كتاب تدريس لمادة التاريخ والمعتمدة في المدارس الأميركية ويثبت أن مؤلفين هذه الكتب نشروا حقائق زائفة تعتمد على المنظور الأوروبي والتي أصبحت من أساسيات أساطير التاريخ الأمريكي. وبالإضافة إلى نقض الكتب المتداولة، عرض لوين لبعض أطروحاته حول مواضيع تاريخية أهملها المؤرخون.

## مقدمة الكتاب
يقدم مؤلف الكتاب بشرح أسباب تناوله الموضوع ونوعية الأخطاء في الكتب المتداولة فيقول::«تُبقي الكتب طبيعة التاريخ مجهولة من قبل قراءها... فيستعملون لغة إلهية مما يمنع معظم الطلاب من التساؤل حول صحتها... وبالنتيجة، يعجز الطلاب الثانويون من تحليل المسائل الجدلية حول المجتمع (الأميركي)».

## أفكار لوين
يشرح لوين أن تصوير الشخصيات التاريخية الأميركية كأبطال عظام، يدفع الطلاب للاعتقاد بأن هذه الشخصيات هي من تاريخ قديم لا يمكن الوصول إليه. وبالتالي، هذا الأسلوب يعطي انطباعا للطالب أن أيام أمريكا العظيمة أصبحت في الماضي ولا يمكن إعادة تحقيقها. في المقابل، يعتقد لوين، أن عدم تضخيم بطولات الأشخاص التاريخية يعطي انطباعا للطالب أن أمريكا تطور وتتعلم دائما وأن أفضل أيامها هي في المستقبل. كما دعا كتّاب التاريخ الدراسي إلى الاعتماد على مصادر أولية.

## الجوائز والتقدير
حصل الكتاب على جائزة الكتاب الأمريكي عام 1996 وجائزة أوليفر كروميل كوكس في فئة العمل الأكاديمي المميز في حقل التصدي للعنصرية.